# Commanderie Saint-Jean du Puy
La commanderie Saint-Jean est une commanderie fondée par les Hospitaliers. Elle se situe au Puy-en-Velay (anciennement Le Puy) en France.

## Description

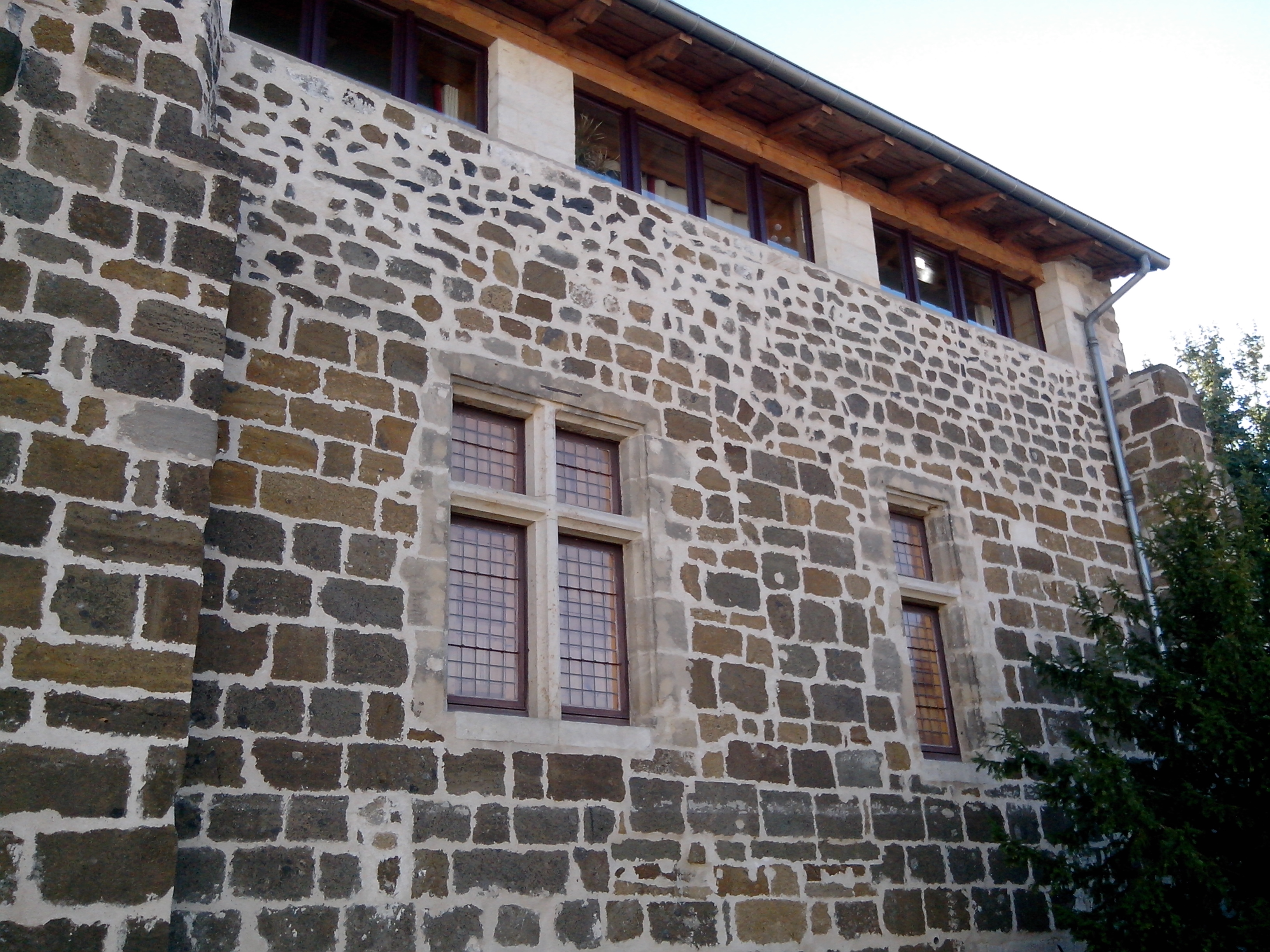
Le logis.

## Localisation
La commanderie est située dans la ville du Puy-en-Velay dans le département de la Haute-Loire.

## Historique
La première mention de la commanderie date de 1153.
C'est dans cette commanderie en 1163 que Pierre de Mirmande, futur supérieur, sera accueilli dans l'ordre.
En 1166, le supérieur de l'ordre Gilbert d'Assailly est aussi présent dans la cité. 
Au commencement du XIVe siècle, l'annexe de Pébellit, tenue en fief de l'évêque du Puy, comprend Le Boussillon et Les Pandraux.
Après le remembrement consécutif à la dévolution des biens de l'ordre du Temple, Saint-Jean-la-Chevalerie (du Puy) devient un membre de la commanderie de Devesset puis à partir de 1576, elle intègre de facto le grand bailliage de Lyon.  
Les parties subsistantes de l'ancienne commanderie sont inscrites au titre des monuments historiques en 1978.

### Liste des commandeurs puis recteurs
- frère Guillaume Dumont, commandeur pendant l'épiscopat d'Étienne de Chalançon (1220-1232)[3]
- fr. Pierre de Séneujols, commandeur (1248)[3]
- fr. Pons de Brion (1324)[4]
- fr. Symphorien Champier (1466-1467)[4],[5]
- Robert Pellerin, recteur de Saint-Barthélemy-du-Puy[4]
- fr. Gaspard Gérentes, commandeur (1569-1576)[4]
- Claude Gérentes, chapelain ou recteur (1616)[4]
- Charles-Philibert Mignot, commandeur (1642-1644)[4]
- Jacques Vallat, recteur (1663-1677)[4]
- Marcelin de Marcellange d'Arçon, recteur (1726-...)[4]

## Sculpture
La commanderie abritait jusqu'au XXe siècle une statue médiévale du Christ en croix. Elle est aujourd'hui exposée au Musée de Cluny à Paris.

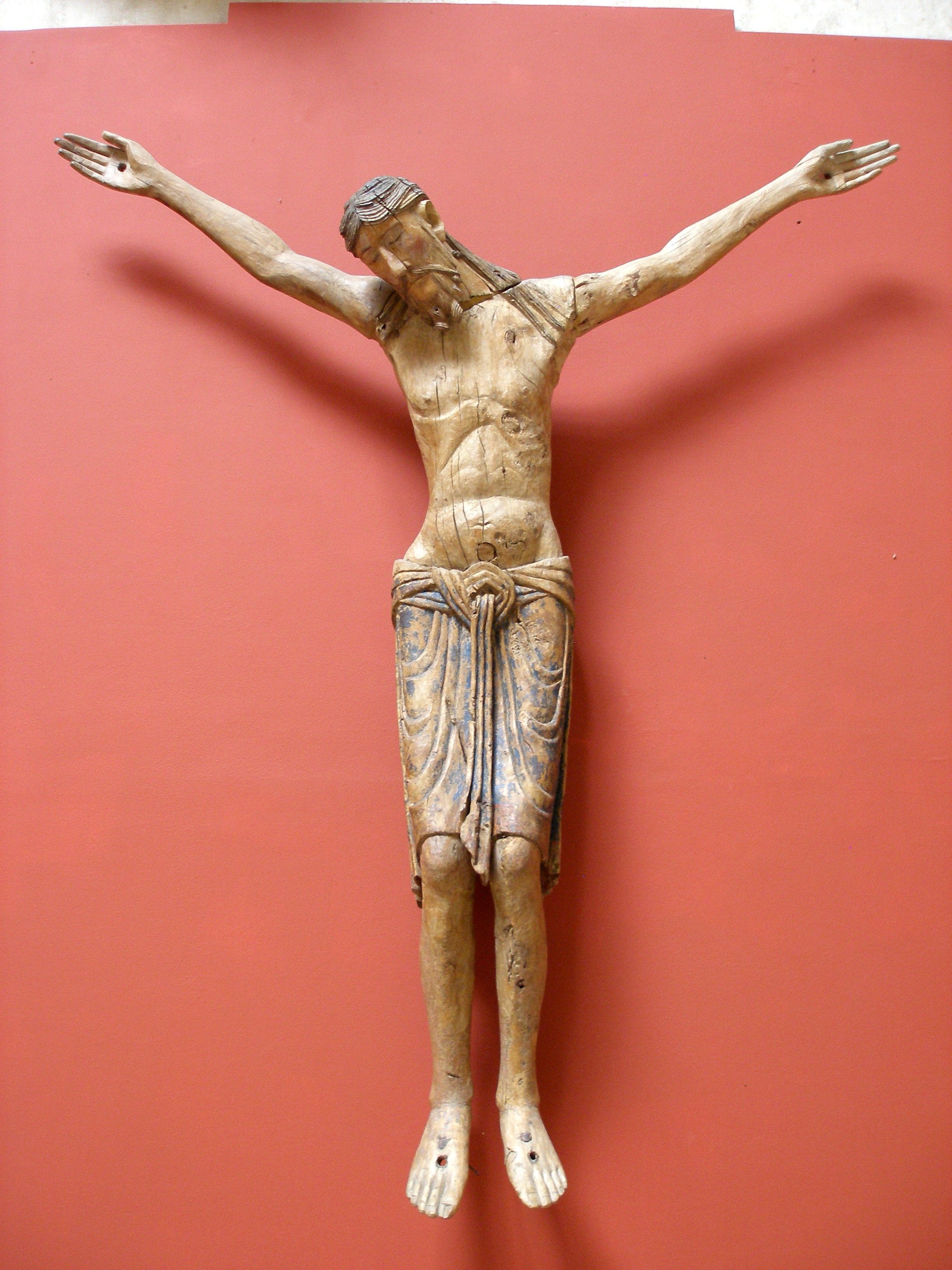
Christ en croix provenant de la commanderie.
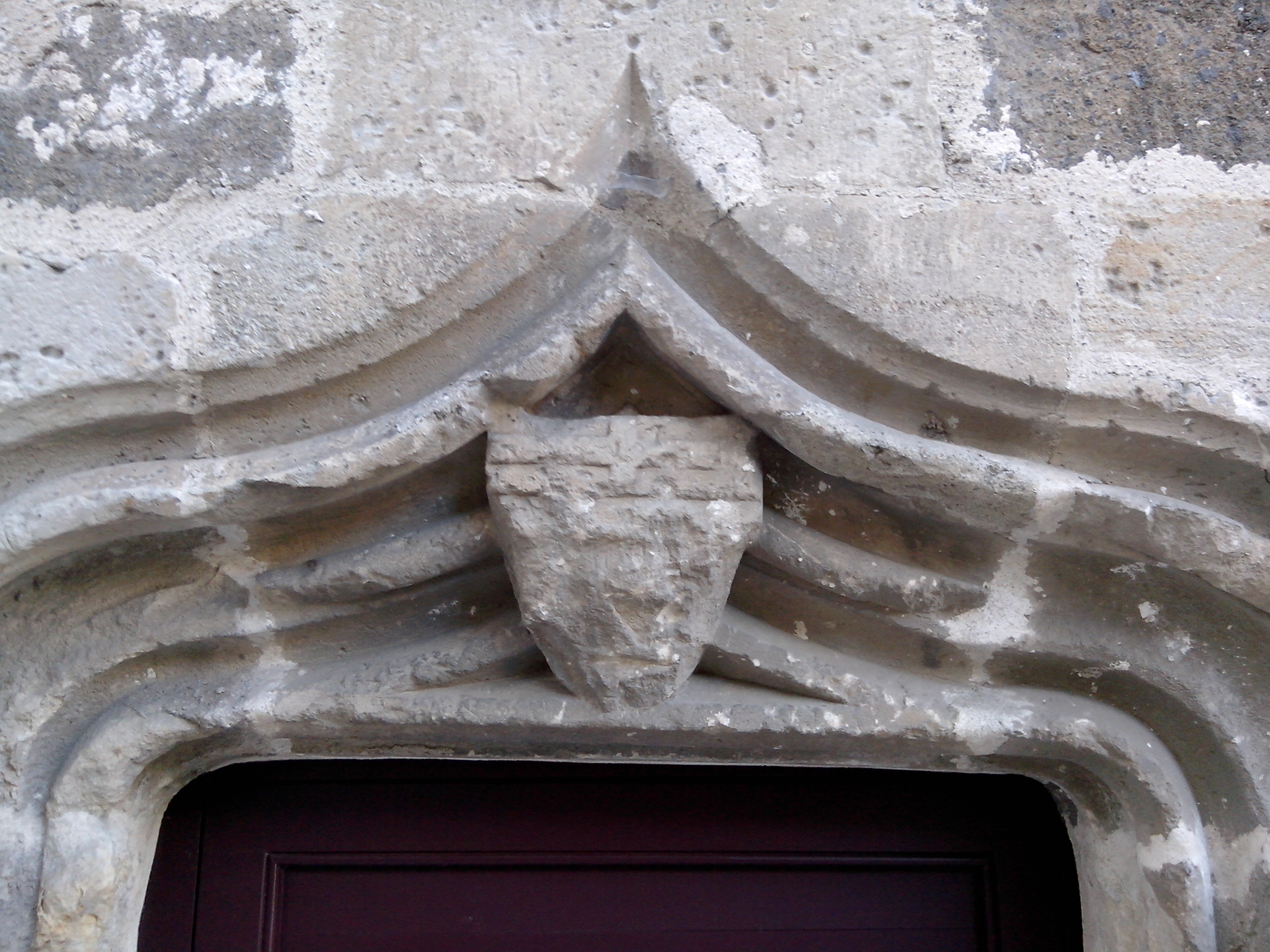
Détail linteau en accolade avec un blason au chef de l'Ordre.

## Sources bibliographiques
- Augustin Chassaing, « Cartulaire des Templiers du Puy-en-Velay », Annales de la Société d'agriculture, sciences, arts et commerce du Puy,‎ 1876 (lire en ligne)
- Augustin Chassaing, Cartulaire des hospitaliers (Ordre de saint-Jean de Jérusalem) du Velay, A. et J. Picard, 1888, LXVIII-270 p. (lire en ligne)
- Pierre Cubizolles, Le diocèse du Puy-en-Velay des origines à nos jours, 2005, 525 p. (ISBN 978-2-8481-9030-3, présentation en ligne)
- Régis Thomas, Châteaux de Haute-Loire : dix siècles d'histoire, Watel, 1993, 469 p.